# Estación de Marvila
La Estação Ferroviaria de Marvila es una estación de la línea de Sintra y de la línea de Azambuja de la red de convoyes suburbanos de Lisboa.

## Transportes Urbanos
Autobuses de Carris:
- 793 Marvila - Roma Areeiro, vía Chelas y Olaias

 La red de comboios Urbanos CP Lisboa sirve a las siguientes estaciones en su recorrido dentro de Lisboa:
- Alcântara-Terra
- Campolide
- Benfica
- Lisboa Rossio
- Sete Ríos
- Entrecampos
- Roma Areeiro
- Chelas
- Braço de Prata
- Oriente

- Datos: Q6403253